# Goudkeelhoningeter
De goudkeelhoningeter (Acanthagenys rufogularis) is een zangvogel uit de familie Meliphagidae (honingeters) en de enige soort in zijn geslacht (monotypisch). 

## Leefwijze
De vogel eet voornamelijk fruit, maar ook nectar, bloesems, insecten, reptielen en jonge vogels.

## Verspreiding en leefgebied
De goudkeelhoningeter komt voor in Australië, met uitzondering van Tasmanië, de noordkust en de zuidoostkust. Ze komen voor in woestijnen, scrubland, mangrove, boomgaarden en in bossen.

## Status
De grootte van de populatie is niet gekwantificeerd maar de soort wordt omschreven als doorgaans algemeen. Op de Rode lijst van de IUCN heeft deze soort de status niet bedreigd.